# Vendos
Vendos (em latim: Vendi; em inglês antigo: Winedas, em nórdico antigo: Vindr, em alemão: Wenden, Winden, em dinamarquês: vendere, em sueco: vender, em polonês/polaco: Wendowie) é um nome histórico para os eslavos ocidentais que vivem perto de áreas de assentamentos germânicos. Não se refere a um povo homogêneo, mas a vários povos, e tribos ou grupos, dependendo de onde e quando ele é usado